# ズコッティ公園
ズコッティ公園（英: Zuccotti Park、旧名:Liberty Plaza Park)とはアメリカ合衆国ニューヨーク州ニューヨーク市ロウアー・マンハッタンにある年中開放の民間運営公園である。面積は33,000-平方フート (3,100 m2)。当時の土地所有者による市との公園整備についての交渉を経て1968年にUSスチールによって整備され、そばにあるワン・リバティ・プラザにちなんで「リバティプラザ公園(Liberty Plaza Park)」と命名された。ブルックフィールド・オフィス・プロパティーズが管理しており、ブロードウェイ、トリニティ・プレイス、リバティ通り、シダー通りに囲まれている。公園の北西には150 グリニッジ・ストリートに通じる通りがある。金融業界で働く人などにとって有名な場所になっている。
2001年、アメリカ同時多発テロ事件で大きな被害を受けたが、その後復旧され、テロ事件に関する記念式典に使用された。2006年の再整備で現所有者のブルックフィールド・オフィス・プロパティーズのジョン・ズコッティ会長にちなんだ「ズコッティ公園」に改名された。
2011年、公園はウォール街を占拠せよによる抗議キャンプの拠点になっており、参加者が公園を占拠し、フィナンシャル・ディストリクトにおける抗議運動をアピールする場所として使用している。

## 歴史

### 整備
リバティプラザ公園と称されたこの公園は1986年にUSスチールが、隣接する本社を建てる際の高さボーナスを返還する形で整備された。その建物は現在のワン・リバティ・プラザである。この公園はフィナンシャル・ディストリクトにおける数少ないテーブルと座席があるオープンスペースだった。ワールドトレードセンターの一角にあることから2001年に起きたアメリカ同時多発テロ事件では多くの破片が散乱した。その後復旧の準備拠点として使用され、ロウアーマンハッタンが復旧される中で公園も植樹やイスとテーブルの再配置が行われ復旧された。

### 再整備
2006年6月1日に公園は再オープンした。デザインはクーパー・ロバートソン・アンド・パートナーズが手がけ、費用として800万ドルが投じられた。公園名も再整備に私財を投じた、ブルックフィールド・プロパティーズの現CEOで過去にエイブラハム・ビームの下で都市計画委員会委員長と初代助役を務めたジョン・ズコッティに由来するズコッティ公園と改名された。現在、公園には多種に渡る樹木が植えられ、花崗岩で舗装された歩道やテーブルや椅子、公園を照らす地面に埋め込まれたライトがある。
座ってるビジネスマンの彫刻「Double Check」は再整備の際に撤去されたが2006年に再配置され、同時に高さが70フィートの抽象彫刻作品「Joie de Vivre」も配置された。
グラウンド・ゼロに近接する場所としてズコッティ公園は観光名所となっている。当初聖ピーターローマカトリック教会に置かれていてその後9.11メモリアルに移転したワールドトレードセンタークロスはメモリアル移転前にズコッティ公園での式典で使用されていた。

### ウォール街を占拠せよ

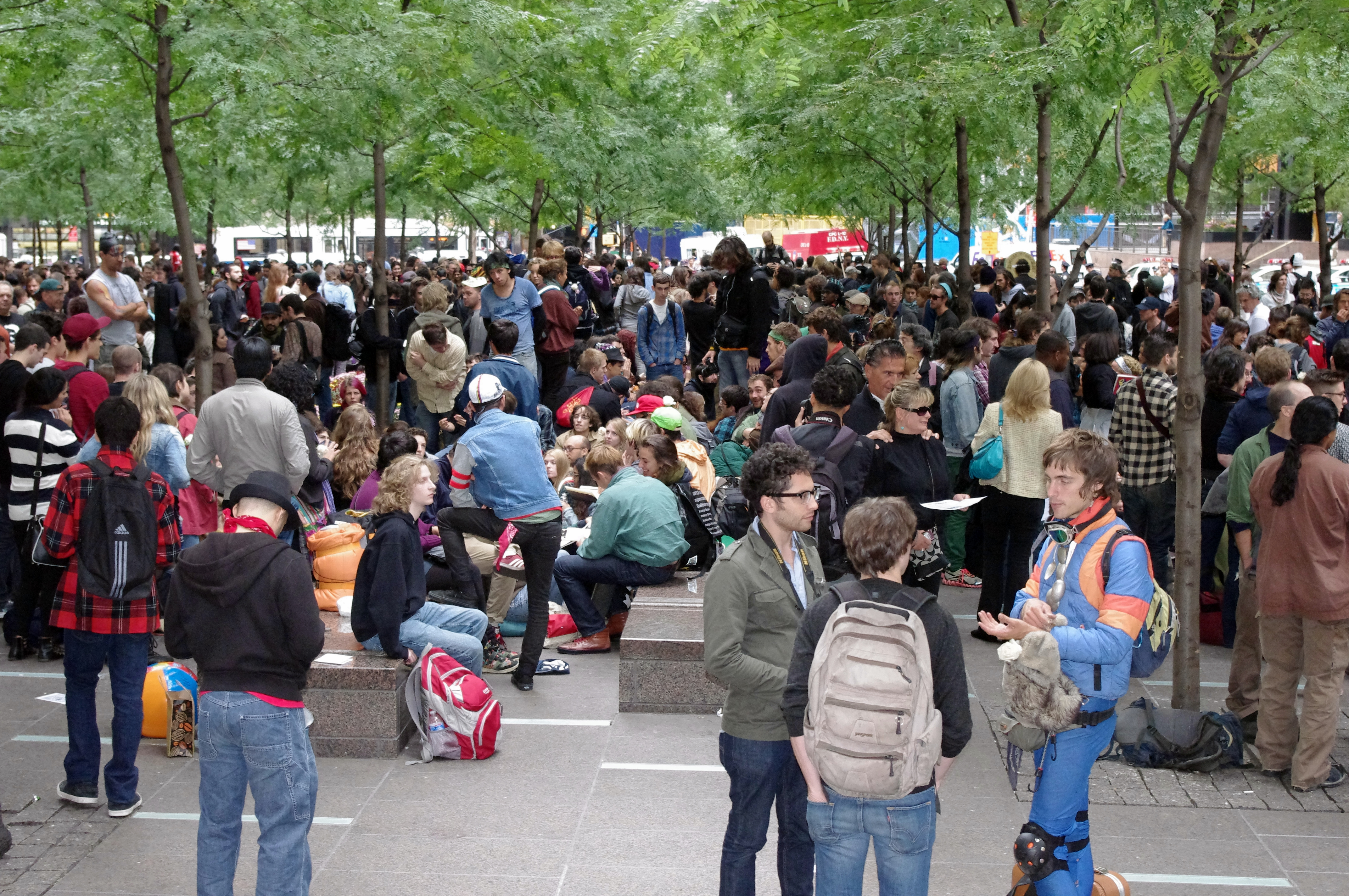
2011年9月、ズコッティ公園は抗議活動参加者に占拠された。

ズコッティ公園は2011年9月17日から続いている抗議運動「ウォール街を占拠せよ」にて運動参加者の拠点として使用されており、一部の参加者が公園に来る人向けに旧名である「リバティ・パーク("Liberty Park")」と書いたプラカードを掲示している。当初はワン・チェイス・マンハッタン・プラザを占拠する計画だったが閉まっていたため断念した。
占拠された理由はこの公園が公営でないことと、夜間閉鎖がないからである。レイモンド・ケリーニューヨーク市警察委員長は2011年9月28日にニューヨーク市警察(NYPD)はズコッティ公園が24時間開放しなければならない公共の場所であるため使用している運動参加者を排除することはできないと述べている。さらに「公園の所有者は公園にて許される行為について規則を定めており、公園に来て直接注意する必要がある。」とも述べている。所有者であるブルックフィールド・プロパティーズのスポークスマンは「ズコッティ公園は本来一般市民が休憩や娯楽で使用するための場所であるため、我々は現在の占拠されている状態に強い懸念を感じており、いずれニューヨーク市と共に公園を元に戻すための行動を起こすことになる。」と発言している。
2011年10月6日、報道によると公園を所有するブルックフィールド・オフィス・プロパティーズは「通常公園は平日の毎晩に掃除と検査を行なっているが、9月16日金曜日以降参加者が協力を拒否しているため掃除が不可能となっており、衛生状態が見過ごせないほど悪化している。」と問題提起している。公園を清掃、保護するために参加者がボランティアで広場の清掃、並びに花壇を傷つけないことを注意する掲示をしている。
11月15日の現地時間午前1時ごろからNYPDが公園の掃除を始めた。これに伴う立ち退きで、公園の再占拠を阻止しようとするニューヨーク州最高裁判所はブルームバーグ市長、NYPD、ブルックフィールド・プロパティーズに対して排除行為の差し止め命令を下した。

## オブジェ
公園には、マーク・ディ・スヴェロ作の「Joie de Vivre」とベンチに座っているビジネスマンの銅像であるジョン・スワード・ジョンソン2世作の「Double Check」の2つのオブジェが置かれている。
「Joie de Vivre」は高さが70フィートで明るい赤色の形鋼で作成された彫刻で2006年に公園に置かれた。以前はストーム・キング・アートセンターに置かれていた。オーストラリアの美術評論家であるベンジャミン・ジェノッチオは「高層建築物に囲まれた中で素敵に反響している」と彫刻にとって最適な場所と発言している。